# Баттл-Крік (Небраска)
Баттл-Крік (англ. Battle Creek) — місто (англ. city) в США, в окрузі Медісон штату Небраска. Населення — 1194 особи (2020).

## Географія
Баттл-Крік розташований за координатами 41°59′53″ пн. ш. 97°35′58″ зх. д. / 41.99806° пн. ш. 97.59944° зх. д. (41.998119, -97.599465).  За даними Бюро перепису населення США в 2010 році місто мало площу 1,83 км², уся площа — суходіл.

## Демографія
Згідно з переписом 2010 року, у місті мешкало 1207 осіб у 457 домогосподарствах у складі 321 родини. Густота населення становила 661 особа/км².  Було 480 помешкань (263/км²).
Расовий склад населення:
| - 97,8 % — білих - 1,2 % — корінних американців - 0,1 % — чорних або афроамериканців - 0,1 % — азіатів |

До двох чи більше рас належало 0,4 %. Частка іспаномовних становила 0,8 % від усіх жителів.
За віковим діапазоном населення розподілялося таким чином: 28,1 % — особи молодші 18 років, 54,3 % — особи у віці 18—64 років, 17,6 % — особи у віці 65 років та старші. Медіана віку мешканця становила 39,7 року. На 100 осіб жіночої статі у місті припадало 93,1 чоловіків;  на 100 жінок у віці від 18 років та старших — 87,9 чоловіків також старших 18 років.
Середній дохід на одне домашнє господарство  становив 69 610 доларів США (медіана — 66 000), а середній дохід на одну сім'ю — 76 638 доларів (медіана — 76 250). За межею бідності перебувало 10,8 % осіб, у тому числі 24,3 % дітей у віці до 18 років та 9,8 % осіб у віці 65 років та старших.
Цивільне працевлаштоване населення становило 648 осіб. Основні галузі зайнятості: освіта, охорона здоров'я та соціальна допомога — 26,4 %, виробництво — 12,8 %, роздрібна торгівля — 10,2 %, транспорт — 9,7 %.